# The Return of The Aquabats
The Return of The Aquabats é o álbum de estreia da banda The Aquabats, lançado em 26 de julho de 1996.

## Faixas
Todas as faixas escritas por The Aquabats, exceto onde anotado.
1. "Playdough" —	3:40
2. "Martian Girl" — 3:45
3. "Ska Robot Army" — 2:11
4. "Idiot Box" (Creed Watkins, Parker Jacobs) — 2:11
5. "Pinch and Roll" — 4:20
6. "Tarantula" — 3:42
7. "Marshmallow Man" — 2:58
8. "Aquabat March" — 3:14
9. "CD Repo Man" — 3:17
10. "It's Crazy, Man!" — 5:06

## Créditos
- The Caped Commander — Vocal
- Chain Saw — Guitarra
- Ben the Brain (Ben Bergeson) — Guitarra
- Crash McLarson — Baixo
- Roddy B. (Rod Arellano) — Bateria
- Nacho (Chad Parkin) — Teclados
- Cat Boy (Boyd Terry) — Trompete
- Prince Adam — Trompete